# إم جي إتش أس
إم جي إتش أس بالإنجليزية: MG HS هي سيارة رياضية متعددة الاستخدامات مدمجة كروس أوفر تم تصنيعها بواسطة شركة السيارات الصينية سايك موتورز تحت العلامة التجارية البريطانية MG. تم إطلاق السيارة في عام 2018 لتحل محل سيارة MG GS. في الصين